# Момент (новела)
«Момент» — імпресіоністична новела українського письменника Володимира Винниченка; написана у 1910 році й опублікована у газеті «Рада». У ній поєдналися реалістичне змалювання дійсності й філософський підтекст про плинність життя, про щастя людини, про мить як частинку вічності.

## Головні герої
- Революціонер.
- Панночка Муся.
- Контрабандист Семен Пустун.

## Проблематика
- Життя і смерть.
- Пізнання моменту.
- Філософія людського життя.
- Людина і моральні канони.

## Символічні образи
До символічних образів належить ліс, поле, ворон, комаха та кордон. Так, ліс символізує ворога у період небезпеки, а також, у період кохання, поле — є символом нового народження, появи чогось свіжого, недоторканого. Ворон асоціативно сприймається зі смертю, комахи — з порушенням правил у житті, а кордон, що є важливим символом у новелі, сприймають як прикордонний стан між життям і смертю.

## Сюжет
Події розгортаються навесні, коли
...кохалося поле, шепотіло, цілувалось…з небом, з вітром, сонцем. Пахло ростом, народженням, щастям руху і життя, змістом сущого.
Революціонер зустрічається з панночкою в клуні перед спланованим нелегальним переходом через кордон. Панна теж тікає від переслідування поліції. Головний герой закохується в панночку.
Вони успішно переходять через кордонну смугу, заховану в лісі. Ейфорія перемоги, збудженість, шаленство почуттів охопили героїв. Вони повністю віддаються спалаху кохання, який осяяв їхні душі, попри абсолютну недоцільність і несвоєчасність, на перший погляд, цього почуття. Воно здається оманливим і поверхневим, але герої переконані, що «щастя — момент. Далі вже буденщина, пошлість».

## Екранізація
Новелу екранізував Володимир Антонов — актор і режисер (Львів). Кіноінтерпретація відбулась у серпні 2018 року в одному з кінозалів Львова.
Також за однойменною новелою відбулась моновистава «Момент кохання» у виконанні заслуженого артиста України Євгена Нищука.